# Gina Henkel
Gina Henkel (geboren 1980 in Frankfurt am Main) ist eine deutsche Schauspielerin.

## Leben
Nach dem Abitur begann sie ihr Studium an der Hochschule für Musik und Theater Leipzig. Danach war sie Ensemblemitglied am Staatstheater Nürnberg. Seit 2010 lebt Gina Henkel in Berlin und gastierte unter anderem am Residenztheater München, dem Maxim Gorki Theater, dem Hans Otto Theater, am Schauspiel Stuttgart in der Regie von Robert Borgmann und am Staatstheater Hannover in der Regie von Lucia Bihler. Gina Henkel spielte in diversen freien Projekten für die Sophiensäle, das HAU, das Ballhaus Ost und das Theater RMPE. Sie arbeitet regelmäßig in Performances und Video-Arbeiten bildender Künstler unter anderem mit Paul McCarthy.

## Filmografie (Auswahl)
- 1984: Zufall (Fernsehfilm)
- 1995: Schwarz greift ein – Durchgebrannt (Fernsehserie)
- 2016: SOKO Wismar – Schwarzes Gold (Fernsehserie)
- 2016: Walkers
- 2017: Hanni & Nanni – Mehr als beste Freunde
- 2018: La Ruche
- 2018: Aenne Burda – Die Wirtschaftswunderfrau
- 2019: Gut gegen Nordwind
- 2019: Giraffe
- 2020: Dünnes Blut
- 2021: The Mopes (Fernsehserie)
- 2022: Wann kommst du meine Wunden küssen?
- 2024: Krzyk – Losing Control